# Tuomas Nieminen
Tuomas Matti Samuel Nieminen (* 16. September 1981 in Vaasa) ist ein ehemaliger finnischer Eisschnellläufer.

## Werdegang
Nieminen wurde dreimal finnischer Juniorenmeister und nahm im Februar 2004 in Inzell erstmals am Eisschnelllauf-Weltcup teil, wobei er in der B-Gruppe die Plätze acht und sieben über 500 m sowie in der B-Gruppe den fünften Platz über 1000 m errang. In der Saison 2005/06 erreichte er dort mit dem 11. Platz über 500 m sein bestes Ergebnis im Weltcup und bei der Sprintweltmeisterschaft 2006 in Heerenveen den 39. Platz im Sprint-Mehrkampf. Bei der Sprintweltmeisterschaft 2008 in Heerenveen lief er auf den 24. Platz im Sprint-Mehrkampf und bei den Olympischen Winterspielen 2010 in Vancouver auf den 34. Platz über 1000 m sowie auf den 27. Rang über 500 m. Seinen letzten Weltcup absolvierte er im Dezember 2010 in Obihiro, welchen er in der B-Gruppe auf dem achten Platz über 500 m beendete.

## Erfolge

### Olympische Spiele
- 2010 Vancouver: 27. Platz 500 m, 34. Platz 1000 m

### Sprint-Weltmeisterschaften
- 2006 Heerenveen: 39. Platz Sprint-Mehrkampf
- 2008 Heerenveen: 24. Platz Sprint-Mehrkampf

## Persönliche Bestzeiten
| Disziplin | Zeit         | Datum             | Ort            |
| --------- | ------------ | ----------------- | -------------- |
| 500 m     | 35,21 s      | 12. Dezember 2009 | Salt Lake City |
| 1000 m    | 1:09,53 min  | 13. Dezember 2009 | Salt Lake City |
| 1500 m    | 1:50,92 min  | 10. März 2004     | Calgary        |
| 3000 m    | 4:27,65 min  | 22. Febnuar 2002  | Seinäjoki      |
| 5000 m    | 8:31,07 min  | 21. Dezember 2002 | Seinäjoki      |
| 10000 m   | 17:46,22 min | 21. Dezember 2002 | Seinäjoki      |